# Erinnerungsabzeichen „40 Jahre Volkspolizei“
Das Erinnerungsabzeichen „40 Jahre Volkspolizei“ war eine im Fachbereich des Ministeriums des Innern (MdI) der Deutschen Demokratischen Republik (DDR) verliehene nichtstaatliche Jubiläumsauszeichnung, welche anlässlich des 40. Jahrestages der Gründung der Volkspolizei am 1. Juli 1985 in einer Stufe gestiftet wurde. 
Die Medaille zeigt innerhalb eines grünen Schriftringes in goldener Schrift 40 JAHRE DEUTSCHE VOLKSPOLIZEI (oben) IM DIENSTE DES VOLKES (unten) das goldene Mittelmedaillon mit den Antlitz zweier links blickender Personenportraits, von denen der vordere ein Angehöriger der VP in Uniform ist. Die dahinter liegenden Person symbolisiert das Volk oder einen Freiwilligen Helfer der Volkspolizei. Getragen wurde die Medaille nur am Jahrestag an einer fünfeckigen Spange, auf der auf grünen Grund die goldene Jahreszahl 40 innerhalb zweier flankierender goldener Lorbeerzweige zu lesen ist. 